# Dolphins FC
Dolphins F.C. este un club de fotbal din orașul Port Harcourt, Nigeria.